# Aldabra
Aldabra è il secondo più grande atollo corallino al mondo. Affiora nell'Oceano Indiano, ed è raramente visitato: ospita la gran parte degli esemplari di tartarughe giganti di Aldabra viventi, circa 100.000 capi. Questo gruppo di isole è stato inserito tra i Patrimoni dell'umanità dell'UNESCO. L'atollo è noto anche per le sue tartarughe verdi, le tartarughe embricate e gli uccelli, compreso il rallo di Cuvier, l'ultimo degli uccelli dell'Oceano Indiano incapaci di volare. Dal punto di vista politico Aldabra fa parte delle Seychelles.

## Geografia

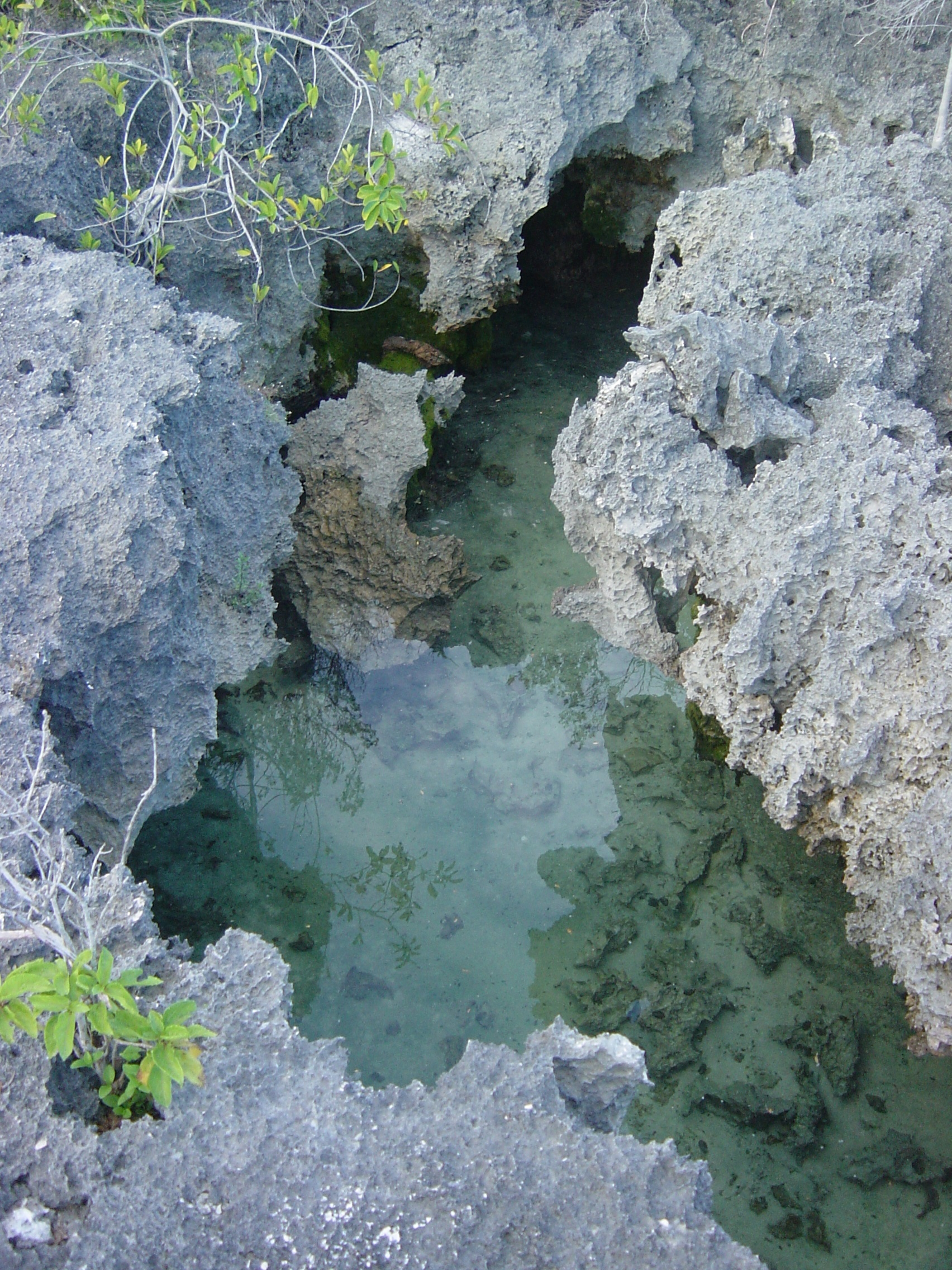
Atollo di Aldabra

L'atollo appartiene al Gruppo di Aldabra, uno degli arcipelaghi delle Isole Esterne delle Seychelles. L'atollo si trova 424 chilometri a nord-ovest del Madagascar, e 1150 km a sud-ovest di Mahé, la città più importante dell'arcipelago. Le Isole Comore si trovano 352 chilometri a sud-ovest di Aldabra. L'atollo di Aldabra, insieme a Île Desroches ed al Gruppo di Farquhar, fece parte del Territorio Britannico dell'Oceano Indiano dal 1965 fino al raggiungimento dell'indipendenza nel 1976.
L'atollo è il secondo più esteso del mondo dopo quello dell'isola Christmas (Kiribati). È lungo 34 chilometri, largo 14,5, alto 8 metri sul livello del mare e copre una superficie di 155,4 km². La laguna, nel suo complesso, occupa 224 km², di cui circa i due terzi emergono durante la bassa marea.
L'atollo è composto da un anello di quattro isole maggiori (in senso antiorario):
- Isola Meridionale (Grand Terre, 116,1 km²)
- Isola di Malabar o Isola Media (26,8 km²)
- Isola di Polymnieli o Isola Polymnie (4,75 km²)
- Isola di Picard o Isola Occidentale (9,4 km²)

Esistono altre quaranta piccole isole e scogli, la maggior parte dei quali situati all'interno della laguna: Île aux Cendres, Île Michel, Île Esprit, Île Moustiques, Îlot Parc, Îlot Emile, Îlot Yangue, Îlot Dubois, Îlot Magnan, Île Lanier, Champignon des Os, Euphrate, Grand Mentor, Grand ÎIot, Gros ÎIot Gionnet, Gros ÎIot Sésame, Heron Rock, Hide Island, Île aux Aigrettes, Île aux Cèdres, Îles Chalands, Île Fangame, Île Héron, Île Michel, Île Suacco, Île Sylvestre, Île Verte, Îlot Déder, Îlot du Sud, Îlot du Milieu, Îlot du Nord, Îlot Macoa, Îlot Marquoix, Îlots Niçois, Îlot Salade, Middle Row Island, Nobby Rock, North Row Island, Petit Mentor, Petit Mentor Endans, Petits ÎIots, Pink Rock, Table Ronde.

## Storia
Aldabra venne visitata dai navigatori portoghesi nel 1511. Le isole erano già conosciute agli arabi, i quali le diedero il nome. A metà del diciottesimo secolo passarono sotto il controllo della colonia francese di Réunion, da dove partivano le spedizioni volte alla cattura delle tartarughe giganti. Nel 1810 Aldabra passò sotto la Gran Bretagna insieme a Mauritius, a Réunion, alle Seychelles e ad altre isole minori. Réunion ridiventò francese, e Mauritius riprese il controllo di Aldabra con il resto delle Seychelles. Gli abitanti dell'isola vennero spostati sulle Seychelles.
L'insediamento abbandonato di Picard, nel sud-ovest dell'isola, attualmente ospita l’Ufficiale delle Ricerche, l’Amministratore dell’Isola ed altri ranger e personale. Non esistono altri abitanti permanenti. Le isole sono gestite dalla Seychelles Island Foundation.
Il Gruppo di Aldabra comprende anche l'isola di Assunzione e gli atolli di Astove e Cosmoledo.

## Uccelli marini
Tra gli uccelli marini che si riproducono in massa su Aldabra vi sono le più belle specie dei tropici. Mentre nelle altre isole dell'oceano Indiano la maggior parte delle colonie di uccelli marini ha sofferto i danni derivanti dalla presenza umana, dal turismo e dall'introduzione di gatti, cani e topi che predano le uova o i piccoli, Aldabra è rimasta relativamente incontaminata e ospita le più grosse colonie di fregate della regione. Questi uccelli marini rubano spesso il cibo ai fetonti dalla coda rossa e a quelli dalla coda bianca, che si riproducono sull'atollo. Più piccolo della fregata, il fetonte è lungo 50 cm e presenta sulla coda un nastro di piume più o meno della stessa lunghezza. Su Aldabra vive anche la sterna fairy, che stranamente nidifica sugli alberi e il cui piumaggio interamente bianco contrasta col becco nero.